# Trophimus van Arles
.

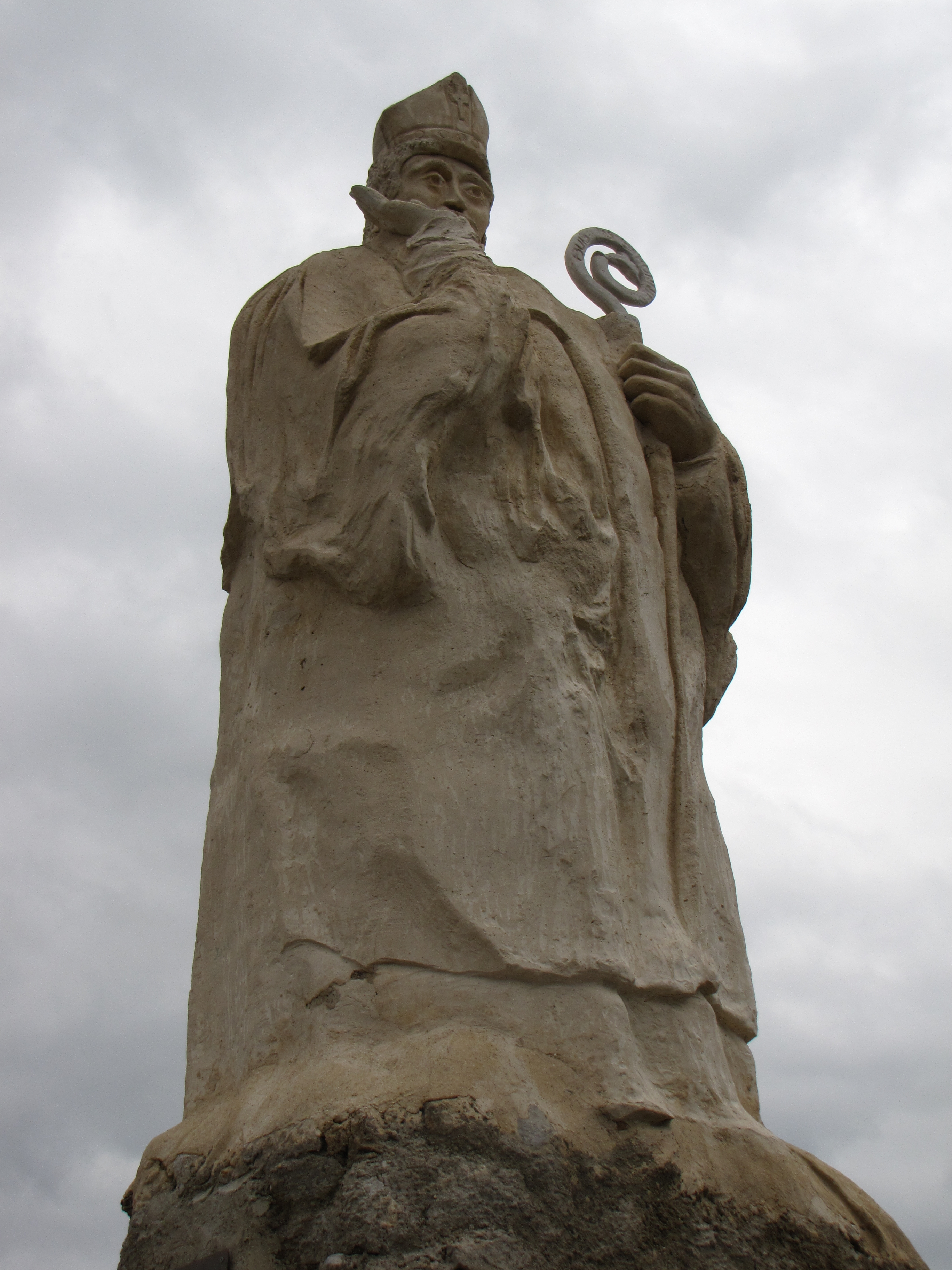
Standbeeld van Trophimus van Arles voor de naar hem genoemde kapel in Buis-les-Baronnies

Trophimus, ook wel Saint-Trophime of Trophimus van Arles genoemd, is een katholieke heilige.
Trophime wordt voor het eerst genoemd in een brief van paus Zosimus uit 417. Daarin noemt de paus "de door de Heilige Stoel naar Gallië gestuurde Trophimus" een "bron van het ware geloof". De brief sprak zich uit ten gunste van Patroclus, bisschop van Arles. De komst van Trophimus moet worden gezien tegen de achtergrond van de strijd tegen het door de Gothen, zij beheersten Arles, aangehangen arianisme. Trophimus was volgens de legende de eerste bisschop van Arles. Wanneer dat waar zou zijn moet de eerdere bisschopsbenoeming van Patroclus als ongeldig worden beschouwd.
De naamdag van Sint Trophimus is 29 december in de Rooms-Katholieke Kerk en 4 januari in de oosters-orthodoxe kerken. De attributen van Trophimus zijn twee ogen op een kussen en twee leeuwen. In de kunst wordt de bisschop ook met uitgestoken ogen afgebeeld. Men bidt tot Trophimus tegen droogte, voor de voorspoed van Arles en voor kinderen.
De traditie van de kerk stelt dat in het jaar 251 tijdens de regering van keizer Decius en Herennius Etruscus zeven bisschoppen door paus Fabianus naar Gallië werden gezonden. Het zouden Gatianus van Tours, Trophimus van Arles, Paulus van Narbonne, de heilige Saturninus van Toulouse, de heilige Dionysius van Parijs, Austromonius van Clermont en de heilige Martialis van Limoges.
De oudste gestaafde bron over Trophimus is uit 450. Een officiële deputatie naar paus Leo de Grote stelde dat Trophimus door Petrus naar Arles zou zijn gezonden. Dat plaatst Trophimus in de eerste helft van de eerste eeuw na Christus. De Arlesisanen moeten zich ofwel hebben vergist of zij hebben geprobeerd om Arles ten onrechte voor te stellen als de oudste bisschopszetel van Frankrijk.
De achtergrond voor het misverstand kan zijn dat de Arlesianen twee mannen met de naam Trophimus hebben verwisseld; de Trophimus uit de Handelingen van de Apostelen die een metgezel van Paulus was en de marteldood stierf en de bisschop uit de late derde eeuw.
In de 12e eeuw werd een kerk in Arles boven een oudere crypte gebouwd. Deze Sint Trophimus is een van de mooiste romaanse kerken in Frankrijk. De naam Trophime is een populaire jongensnaam in de Provence.